# Ernst Behm (Pädagoge)
Ernst Behm (* 24. August 1902 in Heiligenbeil; † 1. Juli 1990 in der Nähe von Stockholm) war deutsch-schwedischer Pädagoge, politischer Aktivist und Emigrant. Er war ein bereits in der Weimarer Zeit wegen seiner Zugehörigkeit zur KPD verfolgter Pädagoge, der 1933 zunächst nach Dänemark und 1935 nach Schweden emigrierte. Zusammen mit seiner Frau Agnes Behm-Barow war er dort im Verband deutscher Lehreremigranten aktiv und arbeitete mit Willy Brandt zusammen. Nach dem Ende des Zweiten Weltkriegs kehrte er nur für eine kurze Zeit nach Deutschland zurück und lebte dann bis zu seinem Tode in Schweden.

## Behms Leben bis zur Emigration

### Behms ostpreußische Jahre
Der in Ostpreußen geborene und aufgewachsene Ernst Behm stammt aus einer politisch aktiven Arbeiterfamilie. Sein Vater, Julius Behm (* 1871), ein Eisenbahner, war Kreistagsabgeordneter der SPD.
Ernst Behm absolvierte nach seiner eigenen Schulausbildung in den Jahren 1917 bis 1923 eine Ausbildung zum Volksschullehrer, zu der ab 1921 ein zweijähriger Besuch des Lehrerseminars in Lyck gehörte. Probleme erhielt er dort, nach dem bekanntgeworden war, dass er im Jahr 1922 der KPD beigetreten war. Trotz mehrerer Versuche, ihn zu entlassen, konnte er aber seine Ausbildung abschließen und am 23. Februar 1923 die Erste Lehrerprüfung ablegen.
Nicht wegen seiner politischen Aktivitäten, sondern aufgrund der damaligen wirtschaftlichen Situation wurde er mit dem Abschluss seiner Ausbildung arbeitslos und übersiedelte im Laufe des Jahres 1923 nach Berlin. Ebenfalls noch 1923 war er Mitglied der 1921 gegründeten Gewerkschaft Deutscher Volkslehrer und Volkslehrerinnen (GDV) geworden.

### Zwischen Barkenhoff und Thüringen
Behm, der sich mit dem Gedanken trug, in die Sowjetunion zu gehen, erhielt von einem KPD-Genossen den Rat, für die Rote Hilfe Deutschlands (RHD) zu arbeiten und eine Stelle in der gerade erst gegründeten Kinderheim Barkenhoff anzutreten. Dort sollten sich „bedürftige Arbeiterkinder, deren Väter oder Mütter aus politischen Gründen im Gefängnis saßen oder in den politischen Kämpfen der frühen 20er Jahre gefallen ware, erholen […] und eine sozialistische Erziehung erfahren“. Behm folgte diesem Rat und betreute die erste Gruppe von 18 Kindern, die ab September 1923 für sechs Wochen auf den Barkenhoff kam. Neben einer politischen Erziehung im Sinne der KPD hatten diese Kinder dort auch vielfältige Möglichkeiten zur praktischen Mitarbeit in den vorhandenen Werkstätten, dem Garten und in der Küche. Angelehnt an das russische Modell der Produktionsschule konnte Behm erstmals Ansätze einer Arbeitsschule praktizieren.
Behms Engagement auf dem Barkenhoff dauerte vorerst nur bis zum Oktober 1923, da er für sich hoffte, am Aufbau eines fortschrittlichen Schulsystems in Thüringen mitwirken zu können. Dort war es 1923 zur Bildung einer Landesregierung aus SPD und KPD gekommen, und diese Arbeiterregierung schien mit der Greilschen Schulreform auch dem Pädagogen Behm verlockende Perspektiven zu vermitteln. Allerdings endete diese rot-rote Koalition bereits im November: Am 6. November 1923 wurde Thüringen mit der Reichsexekution belegt, die Reichswehr marschierte ein und setzte die Regierung ab. Behm, der eine Anstellung als Lehrer gefunden hatte, wurde zwei Wochen vor Weihnachten während des Unterrichts von Angehörigen der Reichswehr verhaftet und blieb bis März 1924 in einem Weimarer Gefängnis.

„Man warf ihm illegalen Waffenbesitz vor und beschuldigte ihn der politischen Beeinflussung der Kinder. Man hielt ihm vor, daß in seinem Unterricht Textstellen aus der ›Internationalen‹ an der Tafel gestanden hätten. Dies reichte aus, ihn zu einer Geldstrafe zu verurteilen und mit sofortiger Wirkung aus dem Schuldienst zu entlassen.“

Für Ernst Behm war das das Ende seiner Karriere im öffentlichen Schulwesen, und er kehrte wieder auf den Barkenhoff zurück. Dort arbeitete bereits der Pädagoge Karl Ellrich, und mit diesem zusammen konnte Behm das Konzept des Arbeitsunterrichts weiter ausgestalten und kindgerechte Formen des politischen Theaters und der politischen Diskussion entwickeln. Doch sowohl gegen ihn als Person als auch gegen die angebliche politische Beeinflussung der Kinder auf dem Barkenhoff wurde seitens der konservativen Presse schnell mobil gemacht, und der Landrat stellte die RHD vor die Alternative, entweder Behm zu entlassen oder die Einrichtung zu schließen. Um das Heim zu retten, verließ Behm im Februar 1925 nach Rücksprache mit führenden KPD-Genossen den Barkenhoff.

### Reformpädagogik und KPD-Opposition
Die nächsten Jahre waren für Ernst Behm durch unterschiedliche Arbeitsverhältnisse geprägt. Er arbeitete nach seinem Weggang vom Barkenhoff zunächst einige Monate in der Berliner Jugendfürsorge und wechselte dann auf Redakteursstellen bei kommunistischen Regionalzeitungen in Stettin und Königsberg. Am 11. Juni 1928 erhielt er dann erstmals eine Lehrerstelle an der 34. Volksschule in Berlin-Lichtenberg. Er interessierte sich für die Arbeit des entschiedenen Schulreformers Fritz Karsen und versuchte dessen reformpädagogische Modelle, die sich an der Karl-Marx-Schule in der Praxis bewährten, auch auf seine Tätigkeit in der Volksschule zu übertragen. Das hieß für ihn, die Fächergrenzen zu überwinden und das Konzept der Arbeitsschule und des Gesamtunterrichts zu intensivieren. Er gab aber auch wieder – wie früher schon in Thüringen – Weltanschaulichen Unterricht, der den Religionsunterricht ersetzte und daneben politische Verhältnisse zum Gegenstand des Unterrichts machte. Damit dürfte er sich ganz auf der Linie des Deutschen Freidenker-Verbandes bewegt haben, dessen Mitglied er 1928 geworden war. Am 16. Juni 1931 legte er die Zweite Lehrerprüfung ab.
Neben seiner schulischen Arbeit war Behm weiterhin in der KPD aktiv und arbeitete nach wie vor in der RHD mit. Er näherte sich aber mehr und mehr dem Kurs der KPD-Opposition (KPD-O) an und lehnte die Sozialfaschismusthese ab. Im Jahr 1929 wurde er aus der KPD ausgeschlossen und schloss sich nach einem Zwischenspiel in der KPD-O 1931 der Sozialistischen Arbeiterpartei Deutschlands (SAPD) an. Nach der sogenannten Machtergreifung wurde er von seiner bisherigen Schule entfernt und am 26. April 1933 an eine andere Volksschule versetzt. Diese Episode endete am 1. Oktober 1933: Unter Berufung auf das Gesetz zur Wiederherstellung des Berufsbeamtentums wurde Ernst Behm entlassen. Im Biographischen Handbuch der deutschsprachigen Emigration heißt es, er habe zuvor schon in Berlin illegale Tätigkeiten für die SAPD ausgeführt und sei „auf Anweisung der SAPD-Reichsltg.“ nach Kopenhagen geflüchtet. Bresler berichtet dagegen von einem gegen Behm erlassenen Haftbefehl. Den Gestapo-Leuten, die ihn verhaften wollten, habe er dank einer Warnung durch seine Frau nach Dänemark entkommen können.

## Exkurs: Agnes Barow
Ernst Behms Hinweis auf seine Frau, die ihn 1933 vor der drohenden Verhaftung gewarnt habe, verweist auf eine Unbekannte, und auch eine erste Ehe findet in keiner Quelle eine Erwähnung. Bekannt ist lediglich Behms zweite, 1948 geschlossene Ehe mit Agnes Barow (* 14. Juli 1897 in Berlin-Schöneberg – † 1974 in Schweden). Nach Dünzelmann ist sie in Berlin-Lichtenberg aufgewachsen und sei von 1928 bis 1934 als Lehrerin tätig gewesen. Ihre in der Bibliothek für Bildungsgeschichtliche Forschung (BBF) archivierte Personal-Karte ergibt allerdings ein etwas differenzierteres Bild. Demnach hatte sie bereits im Oktober 1918 am Oberlyzeum Neukölln, dem heutigen Albert-Schweitzer-Gymnasium, die Lehrbefähigung für Höhere Schulen erworben. Nicht auf der Personal-Karte, sondern im Datenbankeintrag wird auf vertretungsweisen Unterricht in Volksschulen in Berlin-Oberschöneweide verwiesen, bevor sie dann für die Zeit vom 1. Juni 1920 bis zum 30. April 1925 an der Berthold-Otto-Schule in Berlin-Lichterfelde eine Anstellung fand. Bei dieser noch heute existierenden Schule handelte es sich jedoch um keine staatliche Schule, sondern um die von ihrem Namensgeber privat gegründete Hauslehrerschule, eine der bekanntesten Reformschulen der Weimarer Zeit. Nach Ketelhuts Darstellung hatte sie sich als Berufsanfängerin am Lyzeum überfordert gefühlt, stand kurz vor einem Zusammenbruch und wurde durch einen befreundeten Lehrer in die Familie Otto eingeführt und an der Schule angestellt. Für sie, die die an normalen Schulen vorherrschende Lehrweise ablehnte, sei dadurch ein Traum in Erfüllung gegangen.
Weshalb Agnes Barow im Jahr 1925 die Berthold-Otto-Schule verließ und was sie in den nachfolgenden dreieinhalb Jahren machte, ist ebenso unbekannt wie die Identität von Hans Barow, der, ebenso wie Agnes Barow, im Findbuch zum Nachlass des Reformpädagogen Berthold Otto (1859–1933) Erwähnung findet.
Im Jahr 1928 kreuzen sich dann die Wege von Agnes Barow und Ernst Behm: Am 1. Oktober 1928, etwa vier Monate nach Behm, erhielt sie ebenfalls eine Stelle an der 34. Volksschule in Berlin-Lichtenberg, und wie Behm wurde sie 1933 versetzt. Vom 1. Mai 1933 an unterrichtete sie an der 32. Volksschule in Berlin-Kaulsdorf, bevor am 1. September 1935 freiwillig aus dem Schuldienst ausgeschieden sei. Sie habe ebenfalls illegal für die SAPD gearbeitet und sei 1935 nach Schweden emigriert. Über Barows weiteren Lebensweg gibt es nur einen kurzen Beitrag von Dünzelmann: „In Stockholm war sie aktives Mitglied in der Lehrergemeinschaft und dem FDKB. Im November 1944 stimmte sie ebenfalls für einen Beitritt der SAP[D] in die SOPaDe. 1945 gehörte sie dem Demokratiska hjälp kommittén för Tyskland an und half beim Verschicken der Hilfsgüter. I948 heirateten sie und Ernst Behm, beide lebten zuletzt in Sollentuna.“

## Emigration und Nachkriegszeit

### Emigrant in Dänemark und Schweden
Ernst Behm, der sowohl in Dänemark, als auch danach in Schweden dem jeweiligen Landesvorstand der SAPD angehörte, wurde 1935 aufgrund seiner politischen Aktivitäten aus Dänemark abgeschoben und lebte fortan in Stockholm. Bresler berichtet vom fortbestehenden Interesse Behms an pädagogischen Fragen und darüber, dass er „eine Lehrergeminschaft unter den deutschen Emigranten organisierte“. Hierbei handelte es sich, wie schon bei Agnes Barow, um den Verband deutscher Lehreremigranten, dem er von 1935 bis 1939 angehörte. Von 1935 bis 1945 war er zudem Vorstandsmitglied einer weiteren Emigrantengemeinschaft, der Arbetarrörelsens flyktingshjälp.
Offenbar war es Behm aber nicht möglich, seinen Lebensunterhalt mit pädagogischen Tätigkeiten sicherzustellen. Er ließ sich 1937 zum Feinmechaniker umschulen, übte diesen Beruf bis 1944 aus und wurde anschließend Mitarbeiter in einem Archiv. 1938 war Behm der schwedischen Gewerkschaft beigetreten und arbeitete parallel dazu in der Landesgruppe deutscher Gewerkschafter mit. Politisch organisierte er sich von 1942 an in der Internationalen Gruppe demokratischer Sozialisten, die auch als Kleine Internationale bekannt wurde und über die es in einer Chronologie zum Leben Willy Brandts heißt: „Im September 1942 trifft sich in Stockholm erstmals eine ‚Internationale Gruppe demokratischer Sozialisten‘, um über die europäische Nachkriegsordnung zu diskutieren. Sie folgt dem ‚Studienzirkel norwegischer Sozialisten‘ nach. Willy Brandt nimmt von Anfang an eine Schlüsselrolle ein. Im Herbst 1942 wird er Sekretär eines Komitees, das einen Entwurf für die Friedensziele der Gruppe erarbeiten soll. An den Zusammenkünften der so genannten ‚Kleinen Internationale‘ nehmen bis 1945 regelmäßig ca. 60 demokratische Sozialisten aus 14 Ländern teil. Zum inneren Kreis gehören u. a. Martin Tranmæl, der Österreicher Bruno Kreisky, die Schweden Torsten Nilsson sowie Alva und Gunnar Myrdal, die Ungarn Vilmos Böhm und Stefan Szende, der Pole Maurycy Karniol und die Deutschen Ernst Paul und Fritz Tarnow.“
Aufgrund seiner Mitarbeit in der Kleinen Internationale ist Ernst Behms weitere Annäherung an die SPD wenig überraschend. Im Juli 1944 gehörte er zusammen mit Willy Brandt, Stefan Szende sowie August und Irmgard Enderle zu den Autoren der programmatischen Schrift Zur Nachkriegspolitik der deutschen Sozialisten. Diese anonym erschienene Broschüre war das letzte Werk der SAP in Skandinavien und thematisierte innen- und außenpolitische Fragen für ein Deutschland nach der absehbaren Niederlage. Parteipolitisch wurde die Bildung einer „demokratisch-sozialistische Einheitspartei“ befürwortet. „Für die abschließenden Kapitel ‚Der gewerkschaftliche Neuaufbau‘, ‚Fragen des Wirtschaftsaufbaus‘ und ‚Zur Umgestaltung des Erziehungswesens‘ waren August Enderle, Irmgard Enderle und Ernst Behm federführend.“
Im Herbst 1944 schloss sich die große Mehrheit der in Schweden lebenden SAP-Mitglieder, darunter auch Ernst Behm, der SPD an. Sie traten danach nicht mehr öffentlich in Erscheinung, und erst am 25. September 1945 begründeten Brandt, Szende und Behm in einem längeren Papier mit dem Titel Warum Eintritt in die Sozialdemokratie? ihre Position und richten sich an die verbliebenen SAP-Mitglieder: „Auf Grund dieser Erwägungen empfehlen wir unseren Freunden und Genossen, mit denen wir gemeinsam in der SAP gewirkt haben, sich im Geiste der guten SAP-Tradition am Aufbau einer möglichst einheitlichen demokratisch-sozialistischen Partei in Deutschland zu beteiligen.“

### Die Jahre nach dem Zweiten Weltkrieg
Wie Siegfried Bresler berichtet, verfolgte Ernst Behm nach 1945 „mit großem Interesse und dennoch sehr kritisch die Entwicklung in Deutschland. Er konnte sich nicht für eine Rückkehr entscheiden, zumal er mittlerweile eine Anstellung in einem Stockholmer Schulbuchverlag gefunden hatte“. Bresler zur Folge bestand diese Verlagstätigkeit bereits 1947, während im Biographischen Handbuch von einer Anstellung im Range eines Abteilungsleiters erst ab 1952 die Rede ist; sie habe bis 1967 gedauert. Zuvor war er seit 1946 im Vorstand der SPD-Gruppe in Schweden und initiierte und leitete im Auftrag des Samarbetskommittén för demokratiski uppbyggnadsarbete (SDU) Schulhelferlehrgänge für deutsche Emigranten. Zeitweilig war er auch Sekretär des SDU. Das SDU organisierte als schwedischen Beitrag für den Wiederaufbau Deutschlands den Austausch von Erwachsenenbildnern und bemühte sich mit Unterstützung der schwedischen Regierung „um Studienaufenthalte und Austauschprogramme für Volkshochschullehrer und Studenten, die die Absicht hatten, später in der Erwachsenenbildung tätig zu sein“.  Eine wichtige Rolle spielte dabei das intensive Kursangebot in Heimvolkshochschulen, das politische und soziale Neuorientierung begünstigen und die demokratische Bewusstseinsbildung befördern sollte. Im Biographischen Handbuch ist davon die Rede, dass sich Behms Kurse an einen breiten Adressatenkreis gerichtet hätten, unter anderem an deutsche und österreichische Lehrer, Sozialarbeiter und Journalisten, und er habe schulpolitische Artikel in der Zeitschrift Sozialistische Tribüne publiziert.

### Gescheiterte Re-Emigration
Bresler erwähnt, dass Ernst Behm 1947 erstmals nach Deutschland gereist sei und über frühere Kontakte zur Lehrergewerkschaft eine Lehrerstelle in Bad Harzburg vermittelt bekommen habe. Nach sechs Monaten beendete Behm diese Tätigkeit und kehrte wieder nach Schweden zurück, angeblich deshalb, weil er nichts interessantes mehr gefunden habe, um in Deutschland zu bleiben. Im schon zitierten Artikel des Exil-Archivs ist gar von mehreren gescheiterten Versuchen zur Rückkehr die Rede.
Im Jahr 1949 nahm Behm die schwedische Staatsangehörigkeit an und wurde Mitglied der Sozialdemokratischen Arbeiterpartei Schwedens. 1951 gehörte er zu den Gründungsmitgliedern der Schwedisch-Deutschen-Gesellschaft.
Ernst Behm lebte zusammen mit seiner Frau in Sollentuna.

## Werke
- Willy Brandt, Stefan Szende, Ernst Behm: Warum Eintritt in die Sozialdemokratie?, SAPD, Stockholm 1945. Die Schrift richtete sich an die in Schweden lebenden Mitglieder der SAPD.
- Die schwedische Schulreform, Metopen-Verlag, Wiesbaden 1949.[25]
- Bild und Wort. Ein Bilderbuch für den Deutschunterricht, Svenska Bokförlaget, Norstedt (Stockholm) 1962. Nach Dünzelmann handelte es sich hierbei um ein Bilderlexikon für den Deutschunterricht an technischen Schulen.